# Менёк

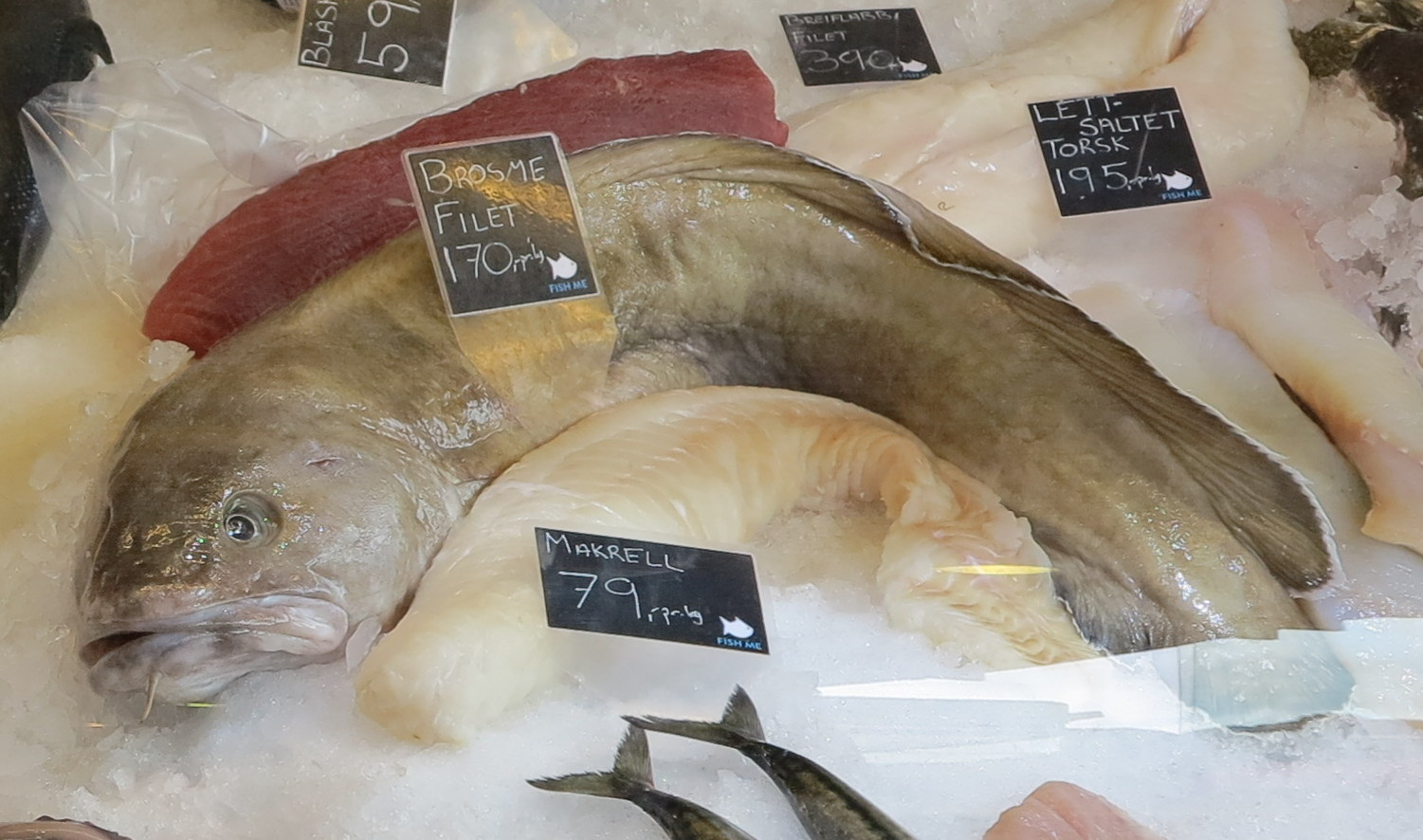
Менёк в розничной продаже

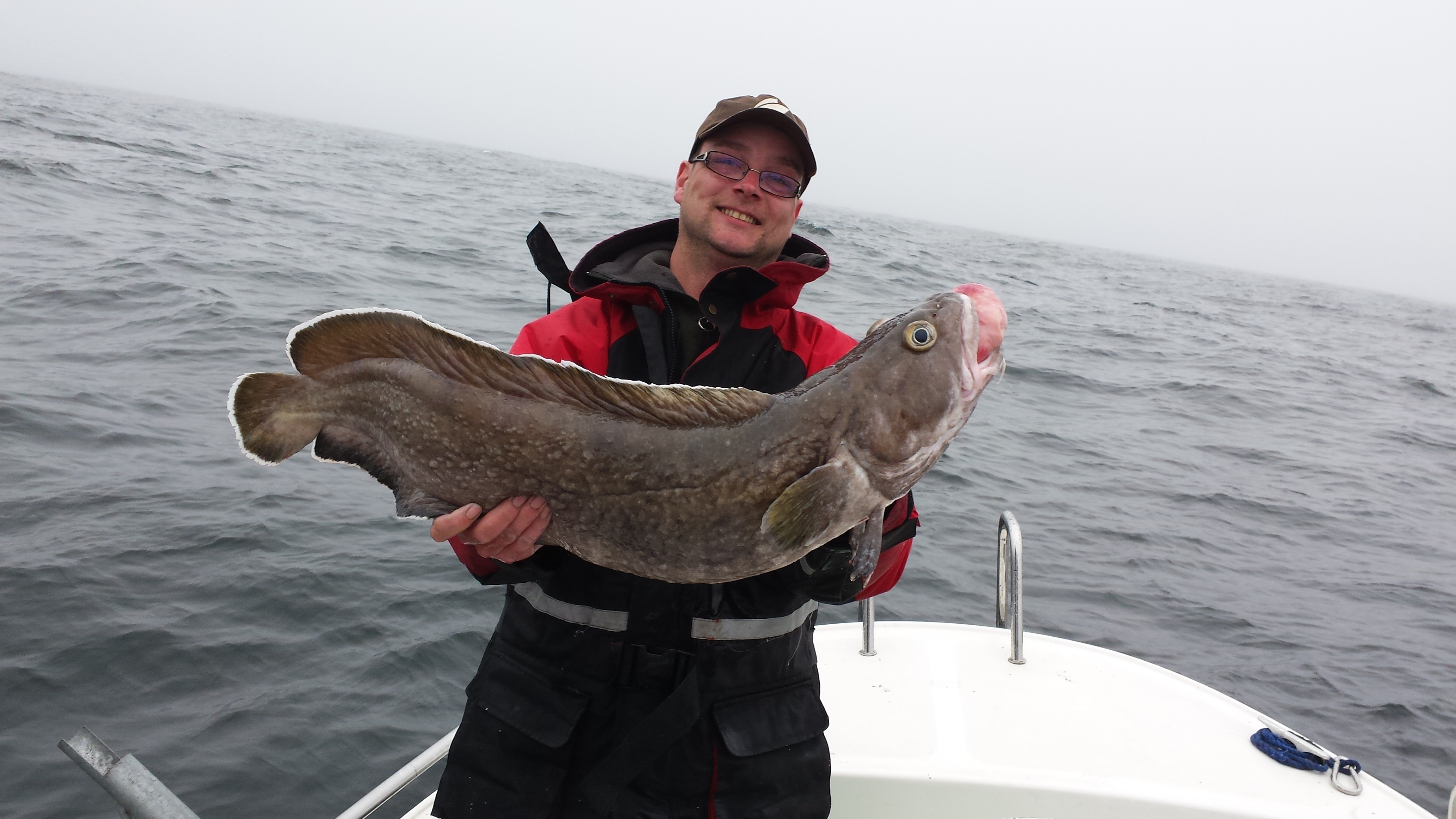

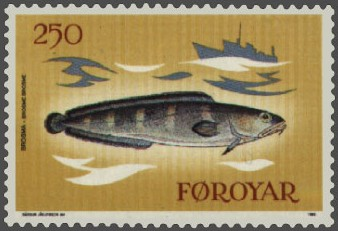
На марке Фарерских островов

Менёк, или мень (лат. Brosme brosme) или морской налим — вид лучепёрых рыб из семейства тресковых (Gadidae), выделяемый в монотипический род Brosme.

## Описание
Максимальная длина тела 120 см, масса — 30 кг. Максимальная продолжительность жизни 20 лет.
Вытянутое тело покрыто мелкой чешуёй. Боковая линия начинается на голове, проходит вдоль всего тела, резко изгибаясь вниз на уровне анального отверстия, на хвостовом стебле прерывистая. Верхняя челюсть немного длиннее нижней. На рыле нет усиков, имеется длинный подбородочный усик. На челюстях и сошнике расположены зубы в несколько рядов. Менёк отличается от других тресковых наличием одного длинного спинного плавника с 85—107 мягкими лучами, который проходит вдоль всей спины и частично соединяется с хвостовым плавником. Анальный плавник с 62—77 мягкими лучами длинный, но короче спинного, также соединяется с хвостовым плавником, отделён от последнего чёткой выемкой. Хвостовой плавник закруглённый. Грудные плавники широкие и закруглённые. В брюшных плавниках нет удлинённого луча. Позвонков 63—66.
Окраска тела светло-жёлтая с коричневым оттенком, на спине несколько темнее, брюхо белое. Непарные плавники с белой каймой, за которой следует чёрная полоса.

## Ареал
Распространён в северной части Атлантического океана. У побережья Европы обитает у берегов Норвегии, Ирландии, Великобритании, Исландии и Фарерских островов. В северо-западной Атлантике — от Гренландии, Лабрадора и Ньюфаундленда до Нью-Джерси. Встречается в Баренцевом море у Кольского полуострова и Шпицбергена.

## Биология
Ведёт одиночный оседлый образ жизни, изредка образует небольшие стаи. Придонная рыба, предпочитает твёрдые грунты. Обитает на глубине от 20 до 1000 м, преимущественно между 150 и 450 м, никогда не подходит близко к берегам. Совершает короткие сезонные миграции, изменяя глубину местообитаний.

### Размножение
Впервые созревает в возрасте 5—6 лет, но большинство особей созревают в возрасте 8—10 лет. Нерестится с апреля до августа с пиком в мае. Плодовитость от 790 до 2280 тыс. икринок. Икра пелагическая с жировой каплей оранжевого цвета, диаметр 1,2—1,6 мм. Личинки и молодь также пелагические, переходят к придонному образу жизни при длине тела около 5 см.

### Питание
Питается ракообразными, моллюсками, полихетами и мелкой рыбой.

## Промысловое значение
Важного промыслового значения не имеет, однако мировые уловы достигали 55,62 тыс. т в 1980 году. Часто попадается в виде прилова при промысле трески. В 2000—2010 гг. мировые уловы менька варьировали от 20 до 32,5 тыс. т. Добывают донными тралами и ярусами. Основные добывающие страны: Норвегия, Исландия, Канада и США. Реализуется в свежем и мороженом виде, иногда в вяленом и солёном.